# آرثر رودجرز
آرثر رودجرز هو فلاح وسياسي أسترالي، ولد في 20 مارس 1876 في غيلونغ في أستراليا، وتوفي في 4 أكتوبر 1936 في ملبورن في أستراليا. نشط حزبياً في Liberal Party (Australia, 1909) ‏. وقد انتخب عضو مجلس النواب الأسترالي ‏ عن دائرة Division of Wannon ‏ (14 نوفمبر 1925 – 12 أكتوبر 1929) وانتخب عضو مجلس النواب الأسترالي ‏ عن دائرة Division of Wannon ‏ (31 مايو 1913 – 16 ديسمبر 1922).